# Morris Louis
Morris Louis (* 28. November 1912 in Baltimore, Maryland; † 7. September 1962 in Washington, D.C.; eigentlich Morris Louis Bernstein) war ein US-amerikanischer Maler. Seine Werke sind ein wichtiges Beispiel der Farbfeldmalerei.

## Leben
Louis studierte von 1928 bis 1933 am Maryland Institute of Fine and Applied Arts in Baltimore. Nach einem vorübergehenden Umzug nach New York im Jahr 1936 nahm er an Workshops bei David Alfaro Siqueiros teil, nannte sich ab 1938 Morris Louis und zog 1940 in seine Geburtsstadt zurück. 1952 nahm er eine Stelle als Dozent am Washington Workshop Center of Arts an. Zu dieser Zeit lernte er auch Kenneth Noland kennen. Die beiden Künstler wurden zu den Protagonisten der Washingtoner Schule. Durch Vermittlung des Kunstkritikers Clement Greenberg lernte Morris Louis Helen Frankenthaler, Franz Kline und Jackson Pollock kennen. Louis zerstörte einen Großteil seines bisherigen Werkes und erarbeitete sich in den Jahren 1953 bis 1961 als zurückgezogen lebender Maler basierend auf den Methoden von Frankenthaler und Pollock seinen eigenen Stil.
Er war postum mit Werken auf der documenta III in Kassel im Jahr 1964 und auch auf der 4. documenta im Jahr 1968 als Künstler vertreten.